# کوزویدی (ناحیه پراگ-شرق)
کوزویدی (به چکی: Kozojedy) یک منطقهٔ مسکونی در جمهوری چک است که در ناحیه پراگ-شرق واقع شده‌است.